# Litmerk
Litmerk este o localitate din comuna Ormož, Slovenia, cu o populație de 179 de locuitori.